# Profuturo
Profuturo (in latino Profuturus; ... – Ad Salices, 377) è stato un militare romano che combatté nella Guerra gotica (376-382), morendo probabilmente durante la battaglia dei Salici (tarda estate 377).
All'inizio della Guerra gotica, l'imperatore romano Valente era impegnato in Oriente al confine con l'impero dei Sasanidi, e non poté impegnarsi personalmente ad affrontare la minaccia costituita dalla penetrazione dei Goti all'interno del territorio romano nei Balcani. Nel 377 decise allora di nominare due nuovi comandanti, Profuturo e Traiano, e affidare loro tre legioni comitatensi armene e il compito di recarsi in Tracia a fermare i Goti; Profuturo fu probabilmente nominato, in questa occasione, comes rei militaris.
Profuturo e Traiano condussero le proprie truppe in Tracia, dove giunsero nella tarda estate, e si stabilirono nella località nota come Ad Salices. Furono raggiunti dalle truppe di Ricomere, comes domesticorum dell'imperatore romano d'Occidente Graziano, il quale si stabilì a Marcianopoli e assunse, col consenso dei suoi colleghi, il comando delle operazioni. I tre comandanti decisero di affrontare in una battaglia campale i Goti: lo scontro, noto come battaglia dei Salici, vide i Romani sul punto di soccombere sotto la pressione dei più numerosi nemici, ma riuscire a respingerli, con ampie perdite, con l'aiuto della riserva. Profuturo non è nominato dalle fonti dopo questa battaglia; gli storici ritengono che sia caduto nello scontro.